# Tetraplodon pallidus
Tetraplodon pallidus là một loài rêu trong họ Splachnaceae. Loài này được I. Hagen mô tả khoa học đầu tiên năm 1894.